# Srebrenko Repčić
Srebrenko Repčić (Bosanski Šamac, 1º dicembre 1954) è un ex calciatore jugoslavo, bosniaco dal 1991, di ruolo centrocampista.

## Palmarès

### Club

#### Trofei Nazionali
- Campionato jugoslavo: 2

Stella Rossa: 1980, 1981
- Campionato turco: 1

Fenerbahçe: 1985
- Kup Maršala Tita: 1

Stella Rossa: 1982
- Türkiye Süper Kupası: 2

Fenerbahçe: 1984, 1985